# Andimechk
Andimechk (en persan : اندیمشک / Andimešk) est une ville dans la province du Khouzestan au sud-ouest de l'Iran.